# Ixodes antiquorum
Ixodes antiquorum (лат.) — ископаемый вид клещей рода Ixodes из семейства Ixodidae. Обнаружен в меловом бирманском янтаре (99 млн лет, Мьянма). Это первый мезозойский представитель рода Ixodes и старейший представитель одного из самых богатых видами рода клещей.

## Описание
Тело яйцевидное, длина от середины скутума до заднего края тела 0, 793 мм; максимальная ширина (измеряется посередине, за третьей парой ног) 0,565 мм; дорсальная и вентральная поверхности без щетинок, но с умеренным количеством крупных точек. Скутум 0,471 мм ширины (измеряется посередине) и 0,342 мм длины (от середины до края); наиболее широк перед задним концом, крупная редкая пунктировка распределена по всему скутуму, бока прямые и расходятся назад, задний край слабовыпуклый, задние бороздки отсутствуют. Цервикальные борозды не видны. Анус виден, срединный; анальная борозда, опоясывает анус спереди и сходится сзади. Генитальная борозда видна только на задне-вентральном крае идиосомы. 

## Систематика
Вид был впервые описан в 2022 году паразитологами из Германии, ЮАР и Австрии по голотипу из бирманского янтаря. Новый ископаемый вид нельзя с уверенностью отнести к какому-либо конкретному современному подроду (их в составе Ixodes к 2022 году было известно 16), поскольку он обладает морфологическими характеристиками, соответствующими ряду различных таксонов. Фоссилия имеет ряд общих морфологических аспектов с представителями подродов Endopalpiger и Exopalpiger: скутум шире своей длины, с редкой крупной пунктировкой (не густой, как у Ixodes tasmani Neumann, 1899), тупые скапулы, кили скутума отсутствуют, а анальный желобок и тазики очень похожи. Морфологические признаки, общие с нимфами Ixodes holocyclus Neumann, 1899 (Sternalixodes), включают вертлуг маленький, круглый и несколько выступающий сбоку, но видимый только снизу. Стернальная пластинка отсутствует у нимфы, но может быть у самки. Наличие синкокс на ископаемом экземпляре является морфологическим признаком, наблюдаемым у имаго некоторых видов из подрода Endopalpiger, а также у имаго и нимф некоторых видов Sternalixodes.